# Lilit Harutjunjan
Lilit Harutjunjan (armenisch Լիլիթ Հարությունյան; englisch Lilit Harutyunyan; * 4. April 1993 in Gjumri) ist eine ehemalige armenische Leichtathletin, die im Sprint und Mittelstreckenlauf sowie im Hürdenlauf an den Start ging.

## Sportliche Laufbahn
Erste internationale Erfahrungen sammelte Lilit Harutjunjan im Jahr 2016, als sie bei den Balkan-Hallenmeisterschaften in Istanbul in 2:09,70 min den fünften Platz im 800-Meter-Lauf belegte und über 400 Meter mit 56,67 s auf Rang sechs gelangte. Zudem belegte sie mit der armenischen 4-mal-400-Meter-Staffel in 3:49,18 min den vierten Platz. Im August nahm sie im 400-Meter-Hürdenlauf an den Olympischen Sommerspielen in Rio de Janeiro teil und schied dort mit 1:03,13 min in der ersten Runde aus. Im Jahr darauf wurde sie bei den Balkan-Hallenmeisterschaften in Belgrad in 2:16,92 min Dritte im B-Lauf über 800 Meter. Im Juli gelangte sie bei den Freiluft-Balkan-Meisterschaften in Novi Pazar in 26,32 s auf den vierten Platz im B-Lauf über 200 Meter und über 400 Meter gelangte sie mit 58,36 s auf Rang sieben. Anschließend schied sie bei den Spielen der Frankophonie in Abidjan mit 57,02 s in der Vorrunde im 400-Meter-Lauf aus und kam auch über 800 Meter mit 2:12,38 min nicht über den Vorlauf hinaus. 2018 wurde sie bei den Balkan-Hallenmeisterschaften in Istanbul mit 2:17,45 min Sechste im B-Lauf über 800 Meter und im Juli belegte sie bei den Balkan-Meisterschaften in Stara Sagora in 4:57,88 min den achten Platz im 1500-Meter-Lauf und gelangte über 800 Meter mit 2:17,28 min auf Rang vier im B-Lauf. Im Jahr darauf belegte sie bei den Balkan-Hallenmeisterschaften in Istanbul in 2:14,45 min den achten Platz über 800 Meter und im September gelangte sie bei den Freiluft-Balkan-Meisterschaften in Prawez mit 56,87 s auf den sechsten Platz über 400 Meter. Bei den Balkan-Hallenmeisterschaften 2020 in Istanbul wurde sie in 59,94 s Vierte im C-Lauf über 400 Meter und im September belegte sie bei den Balkan-Meisterschaften in Cluj-Napoca in 57,91 s den fünften Platz über 400 Meter. Daraufhin beendete sie ihre aktive sportliche Karriere im Alter von 27 Jahren.
2015 wurde Harutjunjan armenische Meisterin im 800- und 1500-Meter-Lauf sowie über 400 m Hürden. 2016 wurde sie Landesmeisterin über 1500 Meter und über 400 m Hürden sowie 2019 erneut über 800 Meter.

## Persönliche Bestleistungen
- 200 Meter: 26,32 s (+1,7 m/s), 16. Juli 2017 in Novi Pazar
- 400 Meter: 56,87 s, 2. September 2019 in Prawez
  - 400 Meter (Halle): 56,67 s, 25. Februar 2016 in Istanbul
- 800 Meter: 2:12,24 min, 2. Juni 2017 in Marsa
  - 800 Meter (Halle): 2:09,70 min, 27. Februar 2016 in Istanbul (armenischer Rekord)
- 1500 Meter: 4:45,90 min, 25. Juni 2017 in Marsa
  - 1500 Meter (Halle): 4:59,25 min, 22. Februar 2014 in Istanbul
- 400 m Hürden: 56,15 s, 29. Mai 2016 in Artaschat